# Idaea lucida
Idaea lucida är en fjärilsart som beskrevs av Turner 1942. Idaea lucida ingår i släktet Idaea och familjen mätare. Inga underarter finns listade i Catalogue of Life.